# 발처스

발처스의 위치

발처스(독일어: Balzers)는 리히텐슈타인의 지방 자치체로, 인구는 4,513명(2008년 기준), 면적은 19.6km2, 높이는 472m이다. 842년 문헌에 처음 등장한다.

시기
시 문장

## 같이 보기
- 알렉산드르 수보로프